# 大洋洲LGB人物列表
這是一份大洋洲LGB人物列表清單，以現代人物為主，跨性別人物請見跨性別人物列表，歷史人物請見LGBT歷史人物列表。

## 澳洲原住民
- 凱希·康威 Casey Conway（英语：Casey Conway） （1985–），澳洲籍，模特、橄欖球運動員。[1]
- 錢希·佩奇 Chansey Paech（英语：Chansey Paech） （1987–），澳洲籍，政治人物（澳洲工黨）[2]

## 太平洋島原住民
- 安東·唐-詹金斯（英语：Anton Down-Jenkins） Anton Down-Jenkins（1999–），紐西蘭，毛利人及歐洲裔，跳水運動員。[3]
- 阿米尼·福努阿 Amini Fonua（英语：Amini Fonua） （1989–），紐西蘭籍，東加及英國裔，游泳運動員。[4]
- 哈魯加 Haraga （1977–），巴布亞紐幾內亞，莫圖人（英语：Motu people），紀錄片主角，哈魯巴達（英语：Hanuabada）村民。[5]
- 威提·伊希麥拉 Witi Ihimaera（英语：Witi Ihimaera） （1944–），紐西蘭籍，毛利人，小說家。[2]
- 阿比蓋爾·基諾伊基·凱考利克·卡瓦納納科 Abigail Kinoiki Kekaulike Kawānanakoa（1926–2022），美國籍，愛爾蘭裔及夏威夷族，夏威夷王國王室後裔。[6]
- 格雷格·洛加尼斯 Gregory Louganis（1960–），美國籍，薩摩亞族及瑞典裔（養父母希臘人），跳水運動員、帕斯堤（英语：HIV-positive people）。[7]
- 艾塞拉·特亞洛 Esera Tuaolo（英语：Esera Tuaolo）（1968–）美國籍，夏威夷族，橄欖球運動員。[8]

## 澳大利亞、紐西蘭歐洲裔
- 安東尼·凱利 Anthony Callea（1982–），澳洲，歌手。[9]
- 喬許·卡瓦洛 Joshua John Cavallo，（1999–），澳洲，足球運動員。[10]
- 里克·考斯奈特 Richard James Cosnett（1983–），澳洲，演員。[11]
- 亞歷克斯·格林威治（英语：Alex Greenwich） Alex Greenwich（1980–），澳洲，喬治亞和美國裔，政治人物（無黨籍），統治明格雷利亞公國（英语：Principality of Mingrelia）的達迪亞尼家族（英语：House of Dadiani）後裔。[12]
- 戴倫·海耶斯（英语：Darren Hayes） Darren Hayes（1977–），澳洲，歌手，野人花園主唱。[13]
- 凱瑟琳·曼斯菲爾德 Katherine Mansfield（1888–1923），紐西蘭，小說家。[14]
- 馬修·米查姆 Matthew Mitcham（1988–），澳洲，跳水運動員。[15]
- 伊恩·羅伯茲（英语：Ian Roberts (rugby league)） Ian Roberts（1965–），澳洲，橄欖球運動員、演員。[16]
- 特洛耶·希文 Troye Sivan（1995–），澳洲，猶太裔（南非出生），歌手。[17]
- 布雷克·斯基勒魯普 Blake Skjellerup（1985–），紐西蘭，男子短道競速滑冰運動員。[18]
- 雷内·斯塔布斯 Rennae Stubbs（1971–），澳洲，女子網球運動員。[19]
- 希思·索普（英语：Heath Thorpe） Heath Thorpe（2000–），澳洲，體操運動員。[20]
- 伊恩·索普 Ian Thorpe（1982–），澳洲，游泳運動員。[21]
- 派崔克·懷特 Patrick White（1912–1990），澳洲，小說家。[22]
- 瑞貝爾·威爾森 Rebel Wilson（1980–），澳洲，演員。[23]